# Karl Zischek
Karl Zischek est un footballeur autrichien qui jouait au poste d'ailier droit, né le 28 août 1910, mort le 6 octobre 1985.

## Carrière
- 1926–1946 : Wacker Vienne  Autriche

## Palmarès
- 40 sélections et 24 buts avec l'équipe d'Autriche entre 1931 et 1945[1]
- 4e de la Coupe du monde 1934